# Station Kauslunde
Station Kauslunde is een spoorwegstation in Kauslunde in de Deense gemeente  Middelfart. Het station ligt aan de spoorlijn van Nyborg naar Fredericia, de hoofdverbinding tussen Kopenhagen en Jutland. 
Kauslunde kreeg een station in 1865. Het oorspronkelijke stationsgebouw is gesloopt. De reiziger moet zich behelpen met een abri en een kaartenautomaat. Het station wordt bediend door de stoptrein tussen Odense en Fredericia.